# Ewald von Kleist
Paul Ludwig Ewald von Kleist (n. 8 august 1881, Braunfels, Hessa, Germania – d. 13 noiembrie 1954, Vladimir, RSFS Rusă, URSS) a fost un feldmareșal german din timpul celui de-al doilea război mondial. A fost distins cu Crucea de Cavaler al Crucii de Fier cu Frunze de Stejar și Săbii. Crucea de Fier i-a fost acordată pentru recunoașterea curajului pe câmpul de luptă.

## Carierǎ miltarǎ

### Biografie
Kleist s-au născut în Braunfels într-o familie aristocratǎ și a fost educat într-o școală militară germană pe care a absolvit-o în 1900. A servit ca locotenent de husari și comandant de regiment în primul război mondial. După război a comandat o divizie de cavalerie între 1932 - 1935.

### Al Doilea Război Mondial
În august 1939 a fost rechemat în serviciul activ, având atunci cincizeci și opt de ani. În timpul invaziei în Polonia, Kleist a comandat Al 12-lea Corp Panzer. În Bătălia pentru Franța, a comandat Panzergruppe von Kleist, care consta din al 41-lea și al 19-lea Corp Panzer (sub comanda lui Heinz Guderian), comandând douǎ unitǎți spre Canalul Mânecii. În acest timp el a încercat sǎ-l tempereze pe Guderian, după ce însǎși nu a ascultat de comenzile acestuia pentru a opri înaintarea spre Canal, Gerd von Rundstedt care comanda Grupul de Armate A, a refuzat sǎ confirme aceastǎ comanǎ, iar armatele franco-britanice au fost prinse.
În aprilie 1941, Kleist comandǎ Panzergruppe I, care cuprindea corpurile III, XIV și XLVIII și Corpul XXIX Infanterie, care au condus invaziile în Iugoslavia și Grecia. Cu această formațiune a participat, și în Operațiunea Barbarossa ulterior ca parte din Grupul de Armate Sud.

### Operațiunea Barbarossa
În 1942 Kleist a fost trimis cu trupe în Caucaz, în scopul de a captura puțurile importante de petrol din zonǎ. La 22 noiembrie 1942, a fost pus la comanda Grupului de Armate A. este promovat la gradul de mareșal în 1943. Este eliberat de comandă în martie 1944, atunci când a ordonat retragerea Armatei a 8-a când aceasta era în pericol de încercuire de către armata Roșie, încălcând astfel ordinul lui Adolf Hitler.
Kleist a fost capturat de forțele Statele Unite în 1945. În 1946 fost trimis în Iugoslavia comunistă să rǎspundǎ pentru crime de război. În 1948 a fost extrădat în Uniunea Sovietică, unde în 1952 a primit o sentință de 10 ani la fel pentru crime de război. A murit în captivitate în închisoarea din Vladimir în 1954, fiind ofițerul german cu grad cel mai înalt care a murit în captivitate sovietică.

## Biografie
- Berger, Florian, Mit Eichenlaub und Schwertern. Die höchstdekorierten Soldaten des Zweiten Weltkrieges. Selbstverlag Florian Berger, 2006. ISBN 3-9501307-0-5.
- Fellgiebel, Walther-Peer. Die Träger des Ritterkreuzes des Eisernen Kreuzes 1939-1945.  Friedburg, Germany: Podzun-Pallas, 2000. ISBN 3-7909-0284-5.
- Kemp, Anthony (1990 reprint).  German Commanders of World War II  (#124 Men-At-Arms series).  Osprey Pub., London. ISBN 0-85045-433-6.
- Mitcham, Samuel (2003).  Hitler's Generals.
- Schaulen, Fritjof (2004). Eichenlaubträger 1940 - 1945 Zeitgeschichte in Farbe II Ihlefeld - Primozic (in German). Selent, Germany: Pour le Mérite. ISBN 3-932381-21-1.

## Legǎturi externe
- Dosarul feldmareșalului Ewald von Kleist pe site-ul Axis Biographical Research